# 청강만화역사박물관
청강만화역사박물관(靑江漫畵歷史博物館)은 대한민국 경기도 이천시의 역사 박물관으로, 대한민국 만화 역사만을 다루는 전문 박물관이다. 청강문화산업대학교가 부속 기관으로 설치하고 있으며, 대한민국내 전문대학이 설립 및 운영하는 몇 안되는 박물관 중 하나이다.

## 연혁
- 2002년 12월 10일 청강문화산업대학 부속 만화역사박물관 개관
- 2011년 12월 청강문화산업대학교 만화역사박물관으로 명칭 변경

## 전시 안내
청강만화역사박물관은 상설 전시실과 기획/특별 전시실 등으로 나누어 대한민국 만화 역사에 관한 다양한 물품을 전시 및 교육하고 있다.

## 관람 안내
- 9:00 ~ 17:00 (공휴일, 토요일 휴관)
- 관람료 무료
- 청강문화산업대학교 캠퍼스 내 위치

## 같이 보기
- 청강문화산업대학교